# フォルクスワーゲン・ベルリンローマ速度記録車

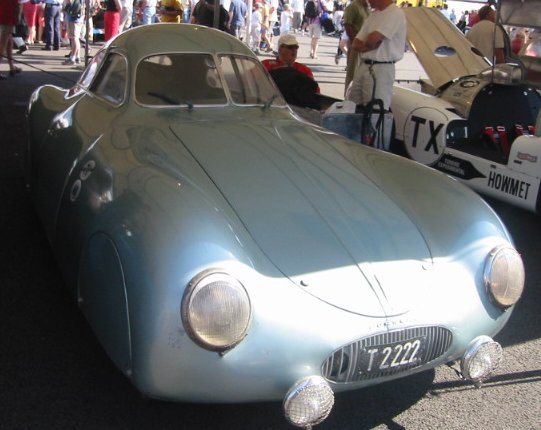
ポルシェ64

ベルリンローマ速度記録車は、ベルリンローマラリーに出場させるため、ポルシェが1938年に製造したレーサーである。ポルシェとしてのタイプナンバーは60K10または64であり、タイプ64と呼ばれることもある。また、ドイツの国力を誇示するために製造されたマシンでもある。
フォルクスワーゲン・タイプ1の試作車であったKdFヴァーゲンをベースとし、流線型の空力ボディーを搭載していた。エンジンは1,131 cc、出力は40 hpに上げられている。1人乗り。テストでは140 km/hという高性能を示したが、第二次世界大戦の影響によってラリーが中止され、活躍する場を失った。
合計3台が製造されたが、そのうちの1台は第二次世界大戦の戦禍で破壊されており、現存するのは2台のみである。